# Jui Hasegawaová
Jui Hasegawaová (japonsky 長谷川 唯, * 29. ledna 1997 Mijagi) je japonská fotbalistka.

## Reprezentační kariéra
Za japonskou reprezentaci v letech 2017 až 2019 odehrála 42 reprezentačních utkání. Byla členkou japonské reprezentace i na Mistrovství světa ve fotbale žen 2019.

## Statistiky
| Japonsko | Japonsko | Japonsko |
| Roky     | Záp.     | Góly     |
| -------- | -------- | -------- |
| 2017     | 13       | 2        |
| 2018     | 17       | 2        |
| 2019     | 12       | 4        |
| Celkem   | 42       | 8        |

## Úspěchy

### Reprezentační
- Mistrovství Asie:  2018
- Mistrovství světa do 20 let:  2016
- Mistrovství světa do 17 let:  2014